# Charles David Anderson
Charles David Anderson (* 22. Mai 1827 in DeKalb, Georgia; † 22. Februar 1901 in Fort Valley, Georgia) war ein US-amerikanischer Plantagenbesitzer, Geschäftsmann, Jurist und General im konföderierten Heer.

## Frühes Leben und Karriere
Anderson wurde 1827 nahe Stone Mountain, im DeKalb County (Georgia) geboren.
Er war Sohn von William Robert Anderson, einem Farmer und Sohn eines Offiziers aus der amerikanischen Revolution. Seine Mutter war Annie Coker. Charles Anderson zog nach Fort Valley in Houston County. Er war dort Sklavenhalter und machte Geschäfte mit Baumwollhandel. Zwischen 1857 und 1858 arbeitete er im Justizwesen des Houston County und er war Bürgermeister von Fort Valley (Georgia).

## Bürgerkrieg
Als der Sezessionskrieg 1861 begann, entschied sich Anderson gegen die USA und für seinen Heimatstaat Georgia. Er wurde Hauptmann im 6th Georgia Infantry am 27. Mai. Anderson nahm an der Maryland Campaign teil. Er kämpfte in der Schlacht von Antietam am 17. September 1862.
Er geriet in Kriegsgefangenschaft und wurde später ausgetauscht. Im Dezember des gleichen Jahres nahm er an der Schlacht von Fredericksburg teil.
1863 nahm Anderson an der Schlacht von Chancellorsville teil. Er wurde ernsthaft verletzt. Im Mai wurde Anderson zum Lieutenant Colonel befördert. Er wurde später aide-de-camp von Joseph E. Brown.
1864 wurde Anderson Oberst und diente in der 5th Georgia Militia. Während der Schlacht von Atlanta war Anderson nur teilweise beteiligt. Nach der Niederlage der Südstaaten begann Shermans Marsch zur See. Die erste Schlacht auf diesem Weg war die Schlacht von Griswoldville. In dieser tat sich Anderson durch Tapferkeit und Nervenstärke hervor. Anderson wurde verletzt.
Anderson nahm an der erfolglosen Verteidigung von Savannah, Georgia im Dezember 1864 teil. Er wurde kurz vor der Kapitulation in den Senat gewählt.

## Postbellum
Anderson blieb nach dem Krieg in Macon. Er betrieb eine Baumwollfabrik und eine Farm. Die US-Regierung begnadigte ihn am 25. September 1865. Als er mit beidem scheiterte, ging er nach Fort Valley, Georgia. Dort wurde er Steuereintreiber in Houston County. Er starb in Fort Valley und wurde auf dem Oak Lawn Cemetery beigesetzt.